# Ostffyasszonyfa, Vas
Ostffyasszonyfa  este un sat în districtul Celldömölk, județul Vas, Ungaria, având o populație de 829 de locuitori (2011). 

## Demografie
Componența etnică a satului Ostffyasszonyfa
     Maghiari (100%)
Componența confesională a satului Ostffyasszonyfa
     Romano-catolici (46,08%)
     Luterani (29,07%)
     Fără religie (1,57%)
     Reformați (1,45%)
     Necunoscută (21,83%)
Conform recensământului din 2011, satul Ostffyasszonyfa avea 829 de locuitori. Din punct de vedere etnic, majoritatea locuitorilor (100,0%) erau maghiari. Nu există o religie majoritară, locuitorii fiind romano-catolici (46,08%), luterani (29,07%), persoane fără religie (1,57%) și reformați (1,45%). Pentru 21,83% din locuitori nu este cunoscută apartenența confesională.